# 李培基
李培基（1885年10月30日—1970年6月2日），字涵礎，直隷省河間府献县人，中華民国军事、政治人物，曾任職三個省政府的主席、立法委員、監察委員及考試院的要職。

## 生平
早年在東三省陸軍講武堂及東三省陸軍測絵学堂学习，并加入中国同盟会。辛亥革命期间，任革命派的关外民軍总司令部参謀長。
1918年，投閻錫山所率晋軍。1927年夏，任国民革命軍北方第1軍第1師師長，并被任命为綏遠都統。1928年6月，升任第3集团軍第1軍軍長。
北伐成功后的1928年9月，随着军队缩编，任第3集团軍暫編第1師師長。10月，任中央陸軍的編制下的第32師師長。同月，任河北省政府委員。1929年8月，任綏遠省政府主席，至1931年8月。
1933年4月，任黄河水利委員会委員，5月转任河南省民政厅長。1935年6月，转任河北省民政厅長。翌年6月，再任河南省民政厅長。1938年2月，任国民政府監察院監察委員，5月任銓叙部部長。1941年12月，任考試院秘書長。
1942年1月20日，任河南省政府主席。1月30日，全国粮食管理委员会主任秘书、著名经济学家卢郁文出任河南省粮政局局长，同年1月，蒋鼎文出任第一战区司令长官。2月，兼任河南省保安司令。李、卢二人任內發生河南大饑荒，約三百萬人餓死，1944年7月被免去河南省主席兼保安司令职。
1946年，任中国国民党第6届中央執行委員。1946年11月，李当选制宪国民大会代表，并先后担任国民政府顾问，水利委员会委员，考试院部顾问。1948年，任立法院立法委員。国民党中央支持他出任立法院院长，但在投票時因爲反中央俱樂部的派系合作，童冠賢當選院長。
中華人民共和国成立後，留在大陆，任中国人民政治協商会議全国委員会第2、3、4届委員。1970年6月2日在北京逝世。